# 企業会計原則
企業会計原則（きぎょうかいけいげんそく）とは、1949年に企業会計制度対策調査会が公表した会計基準である。

## 概要
日本の企業会計の教育的指導的役割を果たす憲法的存在であった。しかしながら、新たな基準が次々と策定され現在では死文化している部分も多々ある。
企業会計原則は、企業会計の実務の中に慣習として発達したもののなかから、一般に公正妥当と認められたところを要約したものであって、帰納的アプローチに基づいている。必ずしも法令によって遵守を強制されているわけではないが、すべての企業がその会計を処理するに当って従わなければならない基準であると考えられている。企業会計原則は、将来において企業会計に関係ある諸法令が制定改廃される場合において尊重されなければならないものであった。これを基に商法、税法での企業会計の取り扱いを議論されてきた。
しかしながら、現在新たに設定される会計基準の理論的根拠は主として演繹的アプローチに基づく概念フレームワークに基づいており、企業会計原則は新たに設定される会計基準の根拠としてはほとんど重視されていない。
企業会計原則は、公認会計士が、会計監査をなす場合に財務諸表の適正性を判断するさいの判断基準となる一般に公正妥当と認められる企業会計の基準を構成するひとつの原則である。
このように、現在でも重要な役割をもつ企業会計原則であるが、会計ビッグバンが進み新しい会計基準が続々と制定されていく中、空文化している部分も多々ある。また、これから制定される会計基準は、概念フレームワークを基礎として制定されていくため、企業会計原則の役割は低下しつつあるともいえる。

## 各国の会計基準
- 米国
  - 会計基準として、「米国で一般に公正妥当と認められた会計原則」（US GAAP）が存在する。これは、1929年の世界大恐慌後の1930年代以降に、証券取引委員会（SEC）、産業界、議会、学会、会計士業界などさまざまな団体の異なる意見を取り込むような形で発展していったもので、日本の企業会計原則や会計基準のように国の指導のもとに統一的に作成されたものや審議会構成員の意見の満場一致で採択された基準とは性格を異にしている[1]。
  - 米国の財務会計基準審議会（FASB）はUS GAAPに対して、国際会計基準審議会（IASB）が制定する「国際財務報告基準（IFRS）」との整合性のための修正を加え、US GAAPとIFRSは収斂していく方向にある[2]。
- EU
  - 2005年からEU域内の上場企業に対しては国際財務報告基準及び解釈指針のうち欧州委員会が認めたもの（EU会計基準）が強制適用とされている。

## 一般原則
- 一般原則
  - 真実性の原則
  - 正規の簿記の原則
  - 資本取引・損益取引区分の原則 （利益と資本の区分原則・剰余金区分の原則）
  - 明瞭性の原則
  - 継続性の原則
  - 保守主義（安全性）の原則（評価基準としての低価法の採用など）
  - 単一性の原則（実質一元、形式多元を要求）
  - 重要性の原則　一般原則ではないが、それに準ずる原則。（企業会計原則注解１)
- 損益計算書原則
- 貸借対照表原則
- 注解